# Alberto Berasategui
Alberto Berasategui Salazar (Bilbao, 28 giugno 1973) è un ex tennista spagnolo di origine basca.

## Carriera
Berasategui iniziò a giocare all'età di 7 anni e divenne campione europeo junior nel 1991. Si costruì la reputazione nel pro-tour dei primi anni '90 di ottimo giocatore sulla terra rossa.
Il 1994 fu senz'altro l'apice della carriera di Berasategui, anno in cui raggiunse 9 finali, vincendone 7. Inoltre raggiunse la sua prima (e unica) finale del Grande Slam al Roland Garros, dove venne sconfitto dal campione in carica Sergi Bruguera in quattro set, 6-3, 7-5, 2-6, 6-1. Berasategui raggiunse il suo miglior ranking ATP nel novembre 1994 con la settima posizione.
Durante la sua carriera Berasategui ha vinto un totale di 14 titoli in singolare e 1 in doppio, aggiudicandosi un totale di 4,676,187 $.  È anche ricordato per la sua impugnatura anomala della racchetta che lo portava a colpire la palla con lo stesso lato della racchetta sia con il diritto che con il rovescio.
Nel 1992 alterna tornei nel circuito challenger a quelli del circuito maggiore, dove raggiunge la semifinale a Casablanca. A fine anno è n. 115 ATP. Nel 1993 raggiunge i quarti a Città del Messico, Casablanca, Atlanta, la finale a Umago, dove cede a Thomas Muster, ad Atene e a Buenos Aires, mentre vince a San Paolo il primo titolo ATP battendo Dosedel.
Nel 1994 inanella una serie impressionante di risultati sulla terra che lo portano alla qualificazioni alle ATP Finals di fine anno. Quarti ad Estoril, vittoria a Nizza, ottavi a Montecarlo, finale a Bologna, finale al Roland Garros, dove batte tra gli altri, Ferreira, Pioline, Kefelnikov, Ivanisevic e Larsson. In estate vince a Stoccarda in finale su Andrea Gaudenzi, e ad Umag e raggiunge la semifinale a Hilversum, e quarti a San Marino. Chiude la stagione con altri 4 titoli consecutivi sulla terra: Palermo, Atene, Santiago del Cile e Montevideo, che lo proiettano al n. 7 ATP. Al Masters e alla Grand Slam Cup perde invece tutti i match in 2 set.
Nel '95 non riesce a confermare gli straordinari risultati dell'annata precedente. Raggiunge i quarti a Barcellona ed il 3t al Roland Garros, sconfitto da Medvedev. Vince ad Oporto l'unico titolo dell'annata mentre altri risultati di rilievo sono la finale a Montevideo, i quarti di finale a Kitzbuhel, Umag, Bogotà, Valencia e Buenos Aires, e finalmente sul veloce gli ottavi a Cincinnati e i quarti a Indianapolis. Chiude l'anno al n. 32 del mondo.
Nel 1996 raggiunge la sua prima semifinale sul cemento di Scottsdale. Si ferma in semifinale anche a Casablanca, Stoccarda e Santiagio del Cile, nei quarti a Barcellona e Gstaad, al 3t al Roland Garros mentre vince altri 3 titoli ATP: Bologna, Kitzbuhel e Bucarest, che lo riportano nella top20.
Gioca bene anche nel 1997 con i quarti di finale a Indian Wells, Estoril, Amburgo, Bologna, Gstaad, Stoccarda e le semifinali di Barcellona e Roma. A fine anno raggiunge altre 2 finali ATP perdendo a Marbella e vincendo a Palermo e chiudendo al n. 23 ATP.
Il 1998 è a due facce. Benissimo nella prima parte che lo vedono per la prima volta nei quarti in uno Slam, agli Australian Open dove elimina Pat Rafter ed Andre Agassi, prima di arrendersi a Marcelo Rios. Sul cemento è nei quarti anche a Dubai mentre sull'amata terra vince Estoril, si ferma in finale a Barcellona, in semifinale a Montecarlo e Roma e al 4t a Parigi. Molto negativa la seconda parte di stagione, che lo vedono raggiungere solo i quarti a Bornemouth e chiudere al n. 21 dopo essere stato 12 in aprile.
Il 1999 prosegue la crisi di risultati e il crollo in classifica. Arriva nei quarti a Barcellona, in semifinale a Monaco e Bucarest, negli ottavi al Roland Garros ed in finale a Palermo, l'ultima della carriera. Chiude l'anno al n. 61, l'anno seguente al n. 153, ritirandosi dal tennis dopo il torneo di Barcellona del 2001.

## Finali nei Tornei del Grande Slam (1)

### Sconfitte (1)
| Anno | Torneo          | Superficie  | Avversario in finale | Punteggio          |
| 1994 | Open di Francia | Terra rossa | Sergi Bruguera       | 6–3, 7–5, 2–6, 6–1 |

## Finali nel singolare (21)

### Vinte (14)
| Legenda                     |
| Grande Slam (0)             |
| Tennis Masters Cup (0)      |
| ATP Masters Series (0)      |
| ATP Championship Series (1) |
| ATP World Series (13)       |

| Nº  | Data              | Torneo                                            | Superficie  | Avversario della finale | Risultato        |
| --- | ----------------- | ------------------------------------------------- | ----------- | ----------------------- | ---------------- |
| 1.  | 8 novembre 1993   | ATP San Paolo, San Paolo                          | Terra rossa | Sláva Doseděl           | 6-4, 6-3         |
| 2.  | 18 aprile 1994    | ATP Nizza, Nizza                                  | Terra rossa | Jim Courier             | 6-4, 6-2         |
| 3.  | 25 luglio 1994    | Mercedes Cup, Stoccarda                           | Terra rossa | Andrea Gaudenzi         | 7-5, 6-3, 7–6(5) |
| 4.  | 29 agosto 1994    | Croatia Open Umag, Umago                          | Terra rossa | Karol Kučera            | 6-2, 6-4         |
| 5.  | 3 ottobre 1994    | Campionati Internazionali di Sicilia, Palermo (1) | Terra rossa | Àlex Corretja           | 2-6, 7–6(6), 6-4 |
| 6.  | 10 ottobre 1994   | Athens Open, Atene                                | Terra rossa | Óscar Martínez          | 4-6, 7–6(4), 6-3 |
| 7.  | 31 ottobre 1994   | Movistar Open, Santiago del Cile                  | Terra rossa | Francisco Clavet        | 6-3, 6-4         |
| 8.  | 7 novembre 1994   | ATP Montevideo, Montevideo                        | Terra rossa | Francisco Clavet        | 6-4, 6-0         |
| 9.  | 19 giugno 1995    | Oporto Open, Porto                                | Terra rossa | Carlos Costa            | 3-6, 6-3, 6-4    |
| 10. | 24 giugno 1996    | ATP Bologna Outdoor, Bologna                      | Terra rossa | Carlos Costa            | 6-3, 6-4         |
| 11. | 29 luglio 1996    | Interwetten Austrian Open Kitzbühel, Kitzbühel    | Terra rossa | Àlex Corretja           | 6-2, 6-4, 6-4    |
| 12. | 16 settembre 1996 | BCR Open Romania, Bucarest                        | Terra rossa | Carlos Moyá             | 6-1, 7–6(5)      |
| 13. | 6 ottobre 1997    | Campionati Internazionali di Sicilia, Palermo (2) | Terra rossa | Dominik Hrbatý          | 6-4, 6-2         |
| 14. | 13 aprile 1998    | Portugal Open, Estoril                            | Terra rossa | Thomas Muster           | 3-6, 6-1, 6-3    |

### Perse (9)
| Legenda                     |
| Grande Slam (1)             |
| Tennis Masters Cup (0)      |
| ATP Masters Series (0)      |
| ATP Championship Series (1) |
| ATP World Series (7)        |

| No. | Dara              | Torneo                                        | Superficie  | Avversario in finale | Punteggio          |
| 1.  | 30 agosto 1993    | Croatia Open Umag, Umago                      | Terra rossa | Thomas Muster        | 7–5, 3–6, 6–3      |
| 2.  | 11 ottobre 1993   | Athens Open, Atene                            | Terra rossa | Jordi Arrese         | 6–4, 3–6, 6–3      |
| 3.  | 15 novembre 1993  | ATP Buenos Aires, Buenos Aires                | Terra rossa | Carlos Costa         | 3–6, 6–1, 6–4      |
| 4.  | 23 maggio 1994    | ATP Bologna Outdoor, Bologna                  | Terra rossa | Javier Sánchez       | 7–6(3), 4–6, 6–3   |
| 5.  | 6 giugno 1994     | Open di Francia, Parigi                       | Terra rossa | Sergi Bruguera       | 6–3, 7–5, 2–6, 6–1 |
| 6.  | 6 novembre 1995   | ATP Montevideo, Montevideo                    | Terra rossa | Bohdan Ulihrach      | 6–2, 6–3           |
| 7.  | 15 settembre 1997 | Open de Tenis Comunidad Valenciana, Valencia  | Terra rossa | Albert Costa         | 6–3, 6–2           |
| 8.  | 20 aprile 1998    | Torneo Godó, Barcellona                       | Terra rossa | Todd Martin          | 6–2, 1–6, 6–3, 6–2 |
| 9.  | 11 ottobre 1999   | Campionati Internazionali di Sicilia, Palermo | Terra rossa | Arnaud Di Pasquale   | 6–1, 6–3           |

## Finali nel doppio (1)

### Titoli (1)
- 1997: Barcellona (con Jordi Burillo)